# Gabriel Mato Adrover
Gabriel Mato Adrover és un polític espanyol, nascut a Madrid el 29 d'abril de 1961 i germà d'Ana Mato Adrover.
Va estudiar dret a la Universitat Autònoma de Madrid i va opositar posteriorment al cos de lletrats del Cabildo de La Palma el 1985. També ha estat àrbitre de tennis des de 1995i membre del Comitè Canari de Disciplina Esportiva.
Militant del Partit Popular, ha exercit diversos càrrecs polítics, havent estat regidor de l'ajuntament de Santa Cruz de La Palma (1991-1995), conseller d'Agricultura, Ramaderia, Pesca i Alimentació del Govern de Canàries (1997-2000) i diputat per Tenerife a les eleccions generals espanyoles de 2000 i 2008. De 2000 a 2003 ha estat membre de la Diputació Permanent del Congrés dels Diputats
Va ser president del Parlament de Canàries fins a la dissolució de la cambra amb motiu de les eleccions autonòmiques del 27 de maig de 2007. Ha estat president del Partit Popular en La Palma de 2001 a 2004 i fou elegit diputat a les eleccions al Parlament Europeu de 2009. Actualment és membre de les Comissions del Parlament Europeu de Pesca, d'Agricultura i Desenvolupament Rural, i de la Delegació a l'Assemblea Parlamentària Paritària ACP-UE.